# Hybomitra stigmoptera
Hybomitra stigmoptera är en tvåvingeart som först beskrevs av Olsufjev 1937.  Hybomitra stigmoptera ingår i släktet Hybomitra och familjen bromsar. Inga underarter finns listade i Catalogue of Life.